# José Luis Gil (baloncestista)
José Luis Gil (Bahía Blanca, Buenos Aires, 16 de agosto de 1972) es un ex-baloncestista argentino que actuaba en la posición de escolta. Aunque estuvo muy cerca de jugar en el baloncesto profesional italiano en 1990, un cambio en la reglamentación de las contrataciones en Italia le impidió migrar a Europa. En consecuencia retornó a su país, donde desarrollaría toda su carrera. Fue el máximo anotador de triples de la temporada 1994-95 de LNB.

## Trayectoria
Formado en la cantera del Estudiantes de Bahía Blanca, hizo su debut en la Liga Nacional de Básquet en 1988. Fue afianzándose en su juego, hasta convertirse en 1992 en uno de los titulares del equipo. En la temporada 1994-95 terminó como el máximo anotador de triples del certamen, habiendo encestado un total de 195 tiros de tres puntos en 49 partidos disputados. 
En 1996 dejó su Bahía Blanca natal para buscar su lugar en otros clubes de la LNB como Peñarol de Mar del Plata, Estudiantes de Olavarría y Regatas de San Nicolás. En 1999 aceptó jugar el Torneo Nacional de Ascenso con Argentino de Junín, iniciando así un ciclo que lo llevaría a lograr el ascenso en la temporada 2002-03 -al culminar el certamen tuvo además un fugaz paso por el La Salle Olympic de la División Mayor del Básquetbol Boliviano.
En 2004, luego de haber jugado un año en LNB con los juninenses y tras haberse recibido como abogado en la Universidad Nacional de Mar del Plata, Gil retornó a Estudiantes de Bahía Blanca, equipo que militaba en la época en el TNA. Fueron para Gil dos temporadas en la segunda división argentina con el club bahiense, seguidas de dos temporadas más en la misma categoría pero con la camiseta de Argentino de Junín. Finalmente regresó a Bahía Blanca para jugar el torneo de la Asociación Bahiense de Básquetbol por dos años más representando a Argentino de Bahía Blanca.

## Selección nacional
Gil actuó con los seleccionados juveniles de baloncesto de Argentina, habiendo sido miembro del combinado albiceleste que conquistó el Campeonato Sudamericano de Baloncesto de Cadetes de 1989 de Brasilia y el Campeonato Sudamericano de Baloncesto Juvenil de 1990 de Santa Fe.
Fue convocado en 1995 a la selección mayor, jugando el Sudamericano de 1995 donde los argentinos terminaron como subcampeones. 

## Vida privada
José Luis Gil es hermano de Pablo Omar Gil y de Hernán Gil, ambos exjugadores de baloncesto.